# Quimosina
|  | Per a altres significats, vegeu «Renina». |

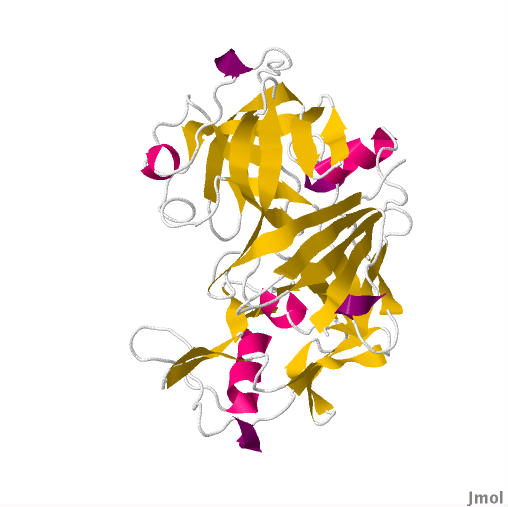
Estructura cristal·lina de la quimosina bovina.

La quimosina és un enzim proteolític, una endopeptidasa que forma part de les aspartat proteases, també anomenada rennina. És un enzim gàstric que es segrega l’estómac per realitzar l’ hidròlisi de proteïnes, durant el període de lactància. La quimosina es secretada en forma del seu zimogen, la proquimosina, que s’activa autocatalíticament per acidificació a pH 2-4, mitjançant l’escissió d’un pèptid de 44 residus del N-terminal del zimogen. L’objectiu fisiològic d’aquest enzim és coagular de la llet per augmentar l’absorció de nutrients, mitjançant la ruptura de l’enllaç peptídic entre Phe105-Met106 de la k-caseïna.

#### Característiques enzimàtiques
En general les aspartat proteases tenen un pH òptim proteolític àcid, però tenen una elevada activitat a un pH proper a de la llet. La quimosina té un pH òptim proteolític de 3,8, però té una elevada activitat específica de coagulació de la llet al seu pH habitual de 6,7. La quimosina és més estable a valors de pH entre 5,3 i 6,3, arriba a ser relativament estable a pH 2, mentre que a pH alcalins (per sobre de 9,8) perd la seva activitat de forma irreversible degut a modificacions conformacionals. Les temperatures superiors a 45 °C-55 °C també provoquen la pèrdua de l’activitat proteolítica. La solubilitat es veu afectada per la Tº, el pH i la força iònica de la solució.

#### Paper a la indústria alimentària
La quimosina a la indústria alimentària es fa servir per coagular la llet per la fabricació de quallada i/o formatge. És un enzim conegut a la indústria alimentària per la seva capacitat de coagular la llet degut a la hidròlisi de l’enllaç peptídic entre Phe105-Met106 de la k-caseïna, que es troba a la superfície de la micel·la de caseïna, essencial per la producció de formatge.
Dins de les proteïnes de la llet les caseïnes constitueixen fins un 80% de les proteïnes de la llet, on trobem 3 tipus principals, la α- caseïna, β- caseïna i la i k- caseïna, que es presenten en forma de grans agregats anomenats micel·les de caseïnes.
Tant les α- caseïnes com les β- caseïnes són insolubles i sensibles a la precipitació en presència de calci, ja que tenen residus de fosfoserina amb una elevada afinitat d’unió amb el calci i estan protegides per l’associació amb la k-caseïna. La k-caseïna té una ubicació superficial a les micel·les, on la part hidrofílica c-terminal actua com una capa pilosa proporcionant estabilització esteàrica que evita l’associació amb altres micel·les.
Per la fabricació de formatge es necessària la coagulació total o parcial de les matèries primeres que poden ser llet (sencera, desnatada o parcialment desnatada), nata, sèrum de mantega. Primerament, s’addiciona el quall a la llet, que conté quimosina, que produeix la hidròlisi de l’enllaç peptídic Phe105-Met106, desestabilitzant la micel·la. La part hidrofílica del caseinmacropèptid de la k-caeina es solubilitza i les proteïnes de la micel·la poden entrar en contacte amb el calci iònic. El contacte del calci amb les proteïnes sensibles al calci fan que es produeixi la precipitació i formació de coàgul. Aquest coàgul es coneix com quallada i es separat del xerigot mitjançant el desuerat (escorreguda del sèrum), formant un gel.
Es recomana utilitzar quall animal, la dosi dependrà de les característiques de la llet, el pH, la temperatura de coagulació i temps de coagulació.
Es pot obtenir quimosina a partir del quall, que és un conjunt d’enzims proteolítics que s’obté de l’ abomàsum de remugants. El quall de forma natural conté dos enzims proteolítics clau que són la quimosina i pepsina, que en funció de l’edat i l’alimentació de l’animal trobem en diferents proporcions. En el cas de remugants lactants el seu estómac encara requereix la coagulació de la llet, per tant, és un quall amb una proporció elevada de quimosina i amb un petit percentatge o traces de pepsina.
La quimosina bovina és un polipèptid de cadena única que conté 323 residus d’aminoàcids, amb una massa molecular de 35.600 Da. L’estructura conté una conformació amb un lloc d’unió que permet acomodar fins a set residus de la seqüència de la k-caseïna. Dins del lloc d’unió les cadenes laterals de Asp32 i Asp215 s’estenen dels dominis N- i C-terminal i formen en lloc actiu de la quimosina.
La quimosina bovina conté tres isoenzims de la quimosina, la quimosina A, la quimosina B i la quimosina C, on la més dominant és la B i la menys corrent la C. Les quimosines A i B es produeixen a partir dels corresponents zimògens, les proquimosinas A i B, i difereixen només per un residu d'aminoàcid en la posició 254 (Asp en A, Gly en B). La quimosina C es producte de la degradació de la quimosina A, que pateix una escissió autolítica del tripètid Asp286-Gu287-Phe288.

#### Obtenció tradicional
La quimosina natural és la que podem obtenir de la purificació del quall. El quall és un complex d’enzims que es produeix a l’estómac dels mamífers, conté quimosina i pepsina de forma natural.
La secreció dels estómacs es va donar lloc als primers formatges i llets coagulades, probablement es va produir inicialment de forma accidental, ja que la llet s’emmagatzemava dins de sacs fets amb estómacs, que encara contenien restes d’enzims.
Durant molts anys la font principal i única de quimosina va ser el quall de vedella, extret de la mucosa interna del quart estómac de vedells joves encara no deslletats. Com que els estómacs són un subproducte de la producció de carn bastant limitat, l’ obtenció de quimosina natural a partir de quall també és limitada, costosa i molt reduïda comparada amb la quantitat que podem obtenir actualment a partir de tècniques bioquímiques.
Tot i això, es continua utilitzant molt el quall per formatges que s’elaboren per receptes tradicionals on el perfil del quall és específic per obtenir els resultats esperats per als mestres formatgers. En molts casos són formatges amb denominacions d’origen i/o amb certificació d’elaboració tradicional, molt apreciats pels consumidors per aproximar-se a tècniques més artesanals i ser reconeguts per tenir característiques organolèptiques de bona qualitat.

#### Quimosina recombinant
La quimosina recombinant es produeix mitjançant tècniques de DNA recombinant, aquestes tècniques permeten obtenir enzims com la quimosina a partir d’organismes fàcilment cultivables.
En el cas de la quimosina es produeix a partir de microorganismes en els quals s’ha introduït la seqüència d’ADN del gen que codifica la producció de l’enzim de la quimosina bovina. Es pot produir a partir de fongs, com l’Aspergillus niger i Trichoderma reesei, a partir de bacteris com l’ Escherichia coli i a partir de llevats com Kluyveromyces lactis.  
La quimosina es genera a partir de fermentació a un medi de cultiu que després es purifica per aïllar la quimosina de la resta de metabòlits obtinguts durant el creixement.
Aquest procés genera l’enzim quimosina de forma més eficient perquè s’obté, s’aïlla i es purifica en quantitats molt superiors a la quimosina natural.